# Cophotis
Cophotis es un género de iguanios de la familia Agamidae. Sus especies son endémicas de Sri Lanka.

## Especies
Se reconocen las 2 especies siguientes:
- Cophotis ceylanica Peters, 1861
- Cophotis dumbara Samarawickrama, Ranawana, Rajapaksha, Ananjeva, Orlov, Ranasinghe & Samarawickrama, 2006